# Kai Wen Tan
Kai Wen Tan, connu sous le nom de Kevin Tan en compétitions nationales (chinois simplifié : 谭凯文 ; chinois traditionnel : 譚凱文 ; pinyin : Tán Kǎiwén ; né le 24 septembre 1981 à Fremont, Californie), est un gymnaste artistique américain. Il est un ancien membre de l’équipe nationale masculine de gymnastique artistique des États-Unis.
Issu d’une famille originaire de Taïwan, Tan a représenté les États-Unis aux Jeux olympiques d'été de 2008 à Pékin, où il a remporté la médaille de bronze lors du concours général par équipe. Il a également pris part au concours général individuel, ainsi qu’aux épreuves de la barre fixe, du cheval d’arçons et des anneaux, sa spécialité, sans toutefois dépasser le stade des qualifications.

## Carrière en gymnastique
À Penn State, Tan a été six fois All-American. Il a remporté le championnat par équipe NCAA en tant que senior en 2004 et a remporté les titres individuels aux anneaux en 2003 et 2004, devenant ainsi le premier gymnaste de Penn State à remporter deux titres consécutifs aux anneaux. Il a également obtenu les honneurs All-American aux barres parallèles (2002) et à la barre fixe (2003) au cours de sa carrière.
Après avoir obtenu son diplôme, il a commencé à travailler comme entraîneur adjoint de l'équipe masculine de gymnastique de Penn State.
Tan a fait partie des équipes américaines participant aux Championnats du monde de gymnastique artistique en 2005, 2006 et 2007, et a été sacré trois fois champion national des États-Unis aux anneaux, sa spécialité.
Tan a été nommé dans l'équipe olympique de 2008 et a été choisi comme capitaine de l'équipe. Il ne s'est pas qualifié pour la finale de son épreuve de prédilection, les anneaux. Lors de la finale, à l'ultime épreuve du cheval d'arçons, Tan a obtenu un score de 12,755. Son coéquipier et remplaçant initial, Alexander Artemev, a décroché la médaille de bronze avec un score de 15,350.

## Palmarès

### Jeux olympiques
- Pékin 2008
  -  médaille de bronze au concours général par équipes.